# Sötlimpa
Sötlimpa var ett punkband från Mölndal utanför Göteborg. Bandet bildades 1981 och upplöstes 1984, för att sedan återuppstå 1992, 1996 och 2017
Sötlimpa gjorde uppemot 100 konserter, en 7"-EP + en 12"-EP och två kassetter,CD:n Stark samt samlingsplattan Sötlimpa 1981-84. 1992 gjordes en tillfällig återförening och sedan en bestående sådan 1994 med annan sättning (där Hans lämnade över trummorna till sin lillebror Johan för att ta över gitarren efter avhoppade Martin,samt med Janne på kompgitarr) som sedan upplöstes 1996. 2017 återförenades Sötlimpa i sin originaluppsättning för att spela in en ny låt "Rykten" som släpptes i december 2017. 

## Sötlimpa 1981-84
1. Snutvåld
2. Lita på dig själv
3. Stark
4. Ayatholla power
5. Farligt
6. Mölndal 84
7. Kallekung
8. Soldatslakt
9. Ronald Reagan
10. Löften
11. Öl
12. Miljöproblem
13. 3:e världskrig
14. Upprusta-83
15. Överståtarnas paradis
16. 3-D
17. Snutjävlar
18. Löften
19. JAS
20. Då e de bra
21. Mölndal 81
22. Problem
23. Cirklar
24. Privilegier för rika
25. Sötlimpa
26. Du gamla du fria

## Medlemmar
- Glenn Drejhede(sång) 1981–2017
- Martin Nilsson (gitarr) 1981–1992, 2017
- Raimo Janson (bas) 1981–2017
- Hans Johansson (trummor) 1981–1992, 2017, (gitarr) 1994–1996
- Janne Lindén (gitarr) 1994–1996
- Johan Johansson (trummor) 1994–1996

## Diskografi
- 1981 - Kaka till middag
- 1983 - Sötlimpa
- 1983 - On the street again
- 1984 - A non fitting generation
- 1995 - Stark
- 2004 - Sötlimpa 1981-84
- 2017 -  Rykten